# كوكينس (أحب ذلك)
كوكنيس (لوف إت) هي أغنية سجلتها المغنية البربادوسية ريانا لألبومها الإستديو السادس، تاك ذات تاك (2011). «كوكنيس (لوف إت)» هي أغنية دبستب ودانسهول. مع الطبول والأبواق. كلمات الأغنية تدور حول ريانا تعلن بأن لديها الرغبة في ممارسة الجنس.

## الكتابة والإنتاج
«كوكنيس (لوف إت)» كانت من كتابة كانديس بيلاي، دي. أبيرناثي، شوندرا كروفورد، وروبن فينتي، مع إنتاج شوندرا تحت اسمه الفني مستر. بنغلاديش. في مقابلة مع إم تي في، كشف مستر. بنغلاديش أن ريانا كانت أول فنان الذي أراد أن تسجل هذه الأغنية.

## استقبال النقاد

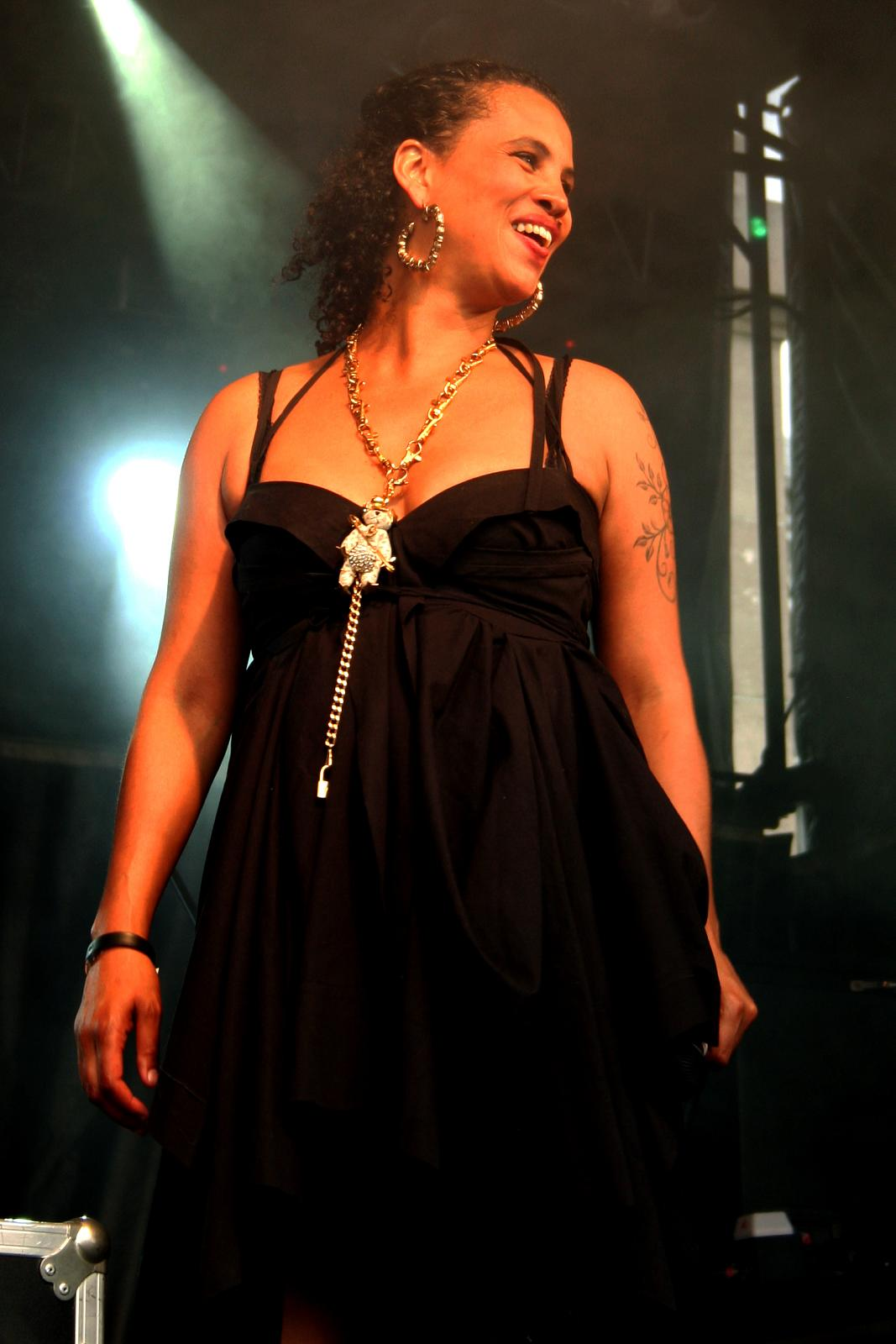
صورة للموسيقار السويدي نينيه شيري

تلقت الأغنية ردود فعل مختلطة من نقاد الموسيقى. أشاد أندي كلمان من Allmusic الأغنية، كتب «كوكنيس (لوف إت)، هي واحدة من أعظم الألحان المنومة والشريرة في العقد الحالي». وصف راندل روبرتس من Los Angeles Times «كوكنيس (لوف إت)» مع أغنية أخرى من الألبوم، "بيرثدي كيك"، بأنهم «الثدي والمؤخرة» من تاك ذات تاك لكنهم فشلوا في تحقيق الشبق التي تم تسجيلهم إلى تحقيقه. كتبت ميليسا ميرز من Entertainment Weekly أن «كوكنيس (لوف إت)» و «بيرثدي كيك» كانت الأغاني الأكثر استفزازية على الألبوم. وصف أدريان ثريلز من Daily Mail الأغنية بأنها «بالكاد خفية» بأن ريانا تطلب من المستمع أن يكون «رقيقها الجنسي».

## الأداء التجاري
عندما صدر تاك ذات تاك، دخلت «كوكنيس (لوف إت)» على العديد من الرسوم البيانية حول العالم. الأغنية دخلت الرسم البياني الكوري الجنوبي غاوون في المركز الستين في 26 نوفمبر، 2011، مع 6,918 نسخة رقمية بيعت. في المملكة المتحدة، «كوكنيس (لوف إت)» دخلت لأول مرة على الرسم البياني البريطاني في المركز المائة والواحد والعشرين في 3 ديسمبر، 2011. في الولايات المتحدة، الأغنية دخلت المركز السابع عشر على الرسوم البيانية ببلنغ تحت الهوت 100 في 10 ديسمبر، 2011. الأغنية فشلت في دخول بيلبورد هوت 100.

## العروض الحية
قامت ريانا بأداء الأغنية لأول مرة في راديو 1 هاكني ويك إند في 24 مايو، 2012. قامت أيضاً بأدائها في حفل توزيع جوائز إم تي في للأغاني المصورة الذي أقيم في 6 سبتمبر، 2012 جنباً إلى جنب مع آيساب روكي.

## الصيغ وقائمة الأغاني
- نسخة الألبوم[9]

1. «كوكنيس (لوف إت)»  – 2:58

- نسخة الريمكس الرقمية

1. «كوكنيس (لوف إت) [ريمكس] (مع آيساب روكي)»  – 3:39

## الرسوم البيانية

### الرسوم البيانية الأسبوعية
| الرسم البياني (13-2012)     | المركز | المصادر |
| --------------------------- | ------ | ------- |
| كوريا الجنوبية (Gaon Chart) | 60     | [ 10 ]  |
| المملكة المتحدة (OCC)       | 121    | [ 11 ]  |
| المملكة المتحدة (OCC R&B)   | 33     | [ 12 ]  |

## الشهادات
| الدولة           | المزود | الشهادات | المبيعات | المصادر |
| ---------------- | ------ | -------- | -------- | ------- |
| الولايات المتحدة | (RIAA) | قولد     | 500,000  | [ 13 ]  |

## نسخة الريمكس مع اشتراك آيساب روكي
الريمكس الرسمي لأغنية «كوكنيس (لوف إت)» مع اشتراك الرابر الأمريكي آيساب روكي. صدرت الأغنية عن طريق التحميل رقمياً في 7 سبتمبر، 2012، كالأغنية المنفردة السادسة والأخيرة من تاك ذات تاك. في 4 سبتمبر، 2012، عن طريق حسابها على التويتر كشفت أن شوف يصدر للأغنية ريمكس رسمي من خلال صفحة إم تي في.

## الرسوم البيانية
| الرسم البياني (2012)                                   | المركز | المصادر |
| ------------------------------------------------------ | ------ | ------- |
| الولايات المتحدة (Billboard Digital Songs)             | 61     | [ 16 ]  |
| الولايات المتحدة (Billboard R&B Songs)                 | 18     | [ 17 ]  |
| الولايات المتحدة (Billboard R&B/Hip-Hop Airplay)       | 63     | [ 18 ]  |
| الولايات المتحدة (Billboard R&B/Hip-Hop Digital Songs) | 10     | [ 19 ]  |